# (4492) Debussy
(4492) Debussy ist ein Hauptgürtelasteroid, der am 17. September 1988 von Eric Walter Elst vom Observatoire de Haute-Provence (IAU-Code 511) aus entdeckt wurde.
Der Asteroid wird von dem natürlichen Satelliten S/2004 (4492) 1, der einen Durchmesser von ca. 6 km aufweist, umkreist.
Der Asteroid wurde nach dem französischen Komponisten Claude Debussy (1862–1918) benannt.